# Оливер Дулић
Оливер Дулић (Београд, 21. јануар 1975) српски је политичар, хирург и некадашњи ватерполиста. Као народни посланик Демократске странке био је председник Народне скупштине Републике Србије од 23. маја 2007. до 25. јуна 2008. године.
Био је један од вођа студентских протеста 1996. године. Одрастао је и живи у Суботици у којој је запослен на одељењу Ортопедске хирургије и трауматологије суботичке болнице, а власник је и фирме за промет рачунарима, рачунарском опремом и софтвером, ДГ компјутерс.

## Образовање, научни и спортски рад
Основну школу је завршио у Суботици, а Медицински факултет Универзитета у Београду је уписао 1993. године. Студије је окончао 1999. године са просечном оценом 8.77, после чега је уписао постдипломске студије из ортопедске хирургије, а тренутно специјализује ортопедску хирургију и трауматологију. Као аутор или коаутор је објавио осам радова из разних области хирургије који су објављивани на студентским конгресима у Берлину, Каиру и Мајамију и три рада која су објављена на домаћим студентским конгресима.
Поред Медицинског факултета универзитета у Београду завршио је и стручну школу при универзитету у Ослу на тему „Интернационални здравствени системи“, а у Суботици је завршио основну музичку школу за тамбуру, клавир и гитару. Од 2006. године студира мастер студије на тему „Европске интеграције и управа“ факултета за економију, финансије и администрацију који се налази у склопу универзитета Сингидунум из Београда. Течно говори енглески језик, а служи се и немачким, норвешким и мађарским језиком.
Дулић се петнаест година бавио ватерполом као професионални играч у клубовима у државном рангу такмичења.

## Политичка каријера
Оливер Дулић улази у политички живот 1996. године са Чедомиром Јовановићем као један од вођа студентских протеста. Учествовао је у оснивању Студентске иницијативе (из које је касније настао студентски покрет „Отпор“) и Балканског форума, а два пута је биран у састав студентског парламента Универзитета у Београду.
Демократској странци приступа 1997. године, а 1999. године је постао потпредседник општинског одбора ДС за Суботицу. Наредне године је постао потпредседник покрајинског одбора ДС за Војводину и на том положају је остао до фебруара 2006. године када је на конгресу странке изабран за члана председништва и одбора за здравство и спољну политику.
Биран је за посланика Народне скупштине Републике Србије у четири сазива на изборима:
- 2000. године
- 2003. године
- 2007. године
- 2008. године

Био је кандидат ДС за председника општине Суботица, али га је победио тесним резултатом представник Савеза војвођанских Мађара Геза Кучера.
23. маја 2007. године изабран је за председника Скупштине Србије и на том положају био је до 25. јуна 2008. године.
7. јула 2008. изабран је за министра за животну средину и просторно планирање у Влади Републике Србије.

### Оптужба за злоупотребу службеног положаја
Након доласка на власт коалиције Српске напредне странке и Социјалистичке партије Србије, у марту 2012. године Управа криминалистичке полиције и Тужилаштво за организовани криминал су покренули предистражни поступак поводом издавања дозвола за постављање оптичких каблова уз магистралне и регионалне путеве у Србији за 2009. и 2010. годину. Тужилац Миљко Радисављевић је у октобру 2012. године изјавио да наводно постоји основана сумња да је приликом издавања дозвола фирми Нуба инвест, прекршен Закон о планирању и изградњи, као и да су тада три особе, међу којима и бивши министар Оливер Дулић при томе злоупотребили службени положај.Савет за борбу против корупције је у новембру 2010. године поднео извештај у коме стоји да је приликом издавања дозвола фирми Нуба инвест дошло до кршења законске процедуре, као и да су Нуба и њени власници били у повлашћеном положају. Фирма Нуба инвест је у време добијања дозвола постојала тек неколико месеци, имала је само једног запосленог и оснивачки капитал вредан 3.000 евра. Чиртав случај је праћен великом кампањом режимских таблоида (Информер, Ало, Српски телеграф...) против Оливера и читаве Демократске странке.
Наведене оптужбе и извештаје, Оливер Дулић је демантовао рекавши да „ни на који начин није повезан са том фирмом“, као и да „је све у складу са законом“
Децембра 2012. године, Ванпретресно Веће Специјалног Суда у Београду је одбацило Оптужницу против Дулића.
Апелациони суд у Београду је јуна 2013. укинуо потврђену оптужницу Специјалног тужилаштва.

### Поновљено суђење и ослобађање од оптужби
Након више дорада и допуна, које су трајале око три године, Апелациони суд је потврдио оптужницу 2015. године, када је и почело суђење пред Специјалним судом. 2017. године Дулић је поново проглашен кривим, али је 2018. Апелациони суд укинуо првостепену пресуду и наложио да се суђење понови пред Специјалним судом. У поновљеном поступку 2021. године Специјални суд у Београду коначно је ослободио Оливера Дулића, као и све друге оптужене у овом процесу.
Због више клевета изречених од стране таблоида Информер поднео је више тужби Вишем суду у Београду "за лажи", које су о њему писали у септембру и октобру 2012. године. На име две правоснажне пресуде исплаћено му је 285.000 динара. За суботичку "Ју еко" телевизију, поводом тога је изјавио: "Направе од вас лопова и криминалца и то прочитају стотине хиљада људи. Угрозе безбедност, упропасте каријере, узнемире породице, разболе родитеље, а онда вам после две године уплате неки новац. Ни речи да су лагали као пси, измишљали, клеветали, цитирали неименоване изворе из 'истрага'. Без речи покајања и извињења жртви и читаоцима".
Изјавио је и да ће од добијених пара платити салу на Медицинском факултету за одбрану магистеријума овог месеца, школарину за докторат и реагенсе за експерименте.

## Породица и приватни живот
Рођен је као трећи син (од четворице) Ивана и Наде Дулић из Суботице. Отац Иван је пореклом Буњевац а мајка Нада Српкиња. Ожењен је Андреом са којом има једну ћерку. Његов брат је Модест Дулић. О пореклу своје породице је рекао:
Мој отац је из угледне буњевачко-хрватске породице. Моје лично мишљење је да су Буњевци и Шокци субентитет у оквиру хрватског националног бића, чиме не желим да увредим никога.
Крштен је у српској православној цркви по својој вољи. Слави славу Света Петка Изјашњава се као Југословен.